# Jüdischer Friedhof (Wickrath)

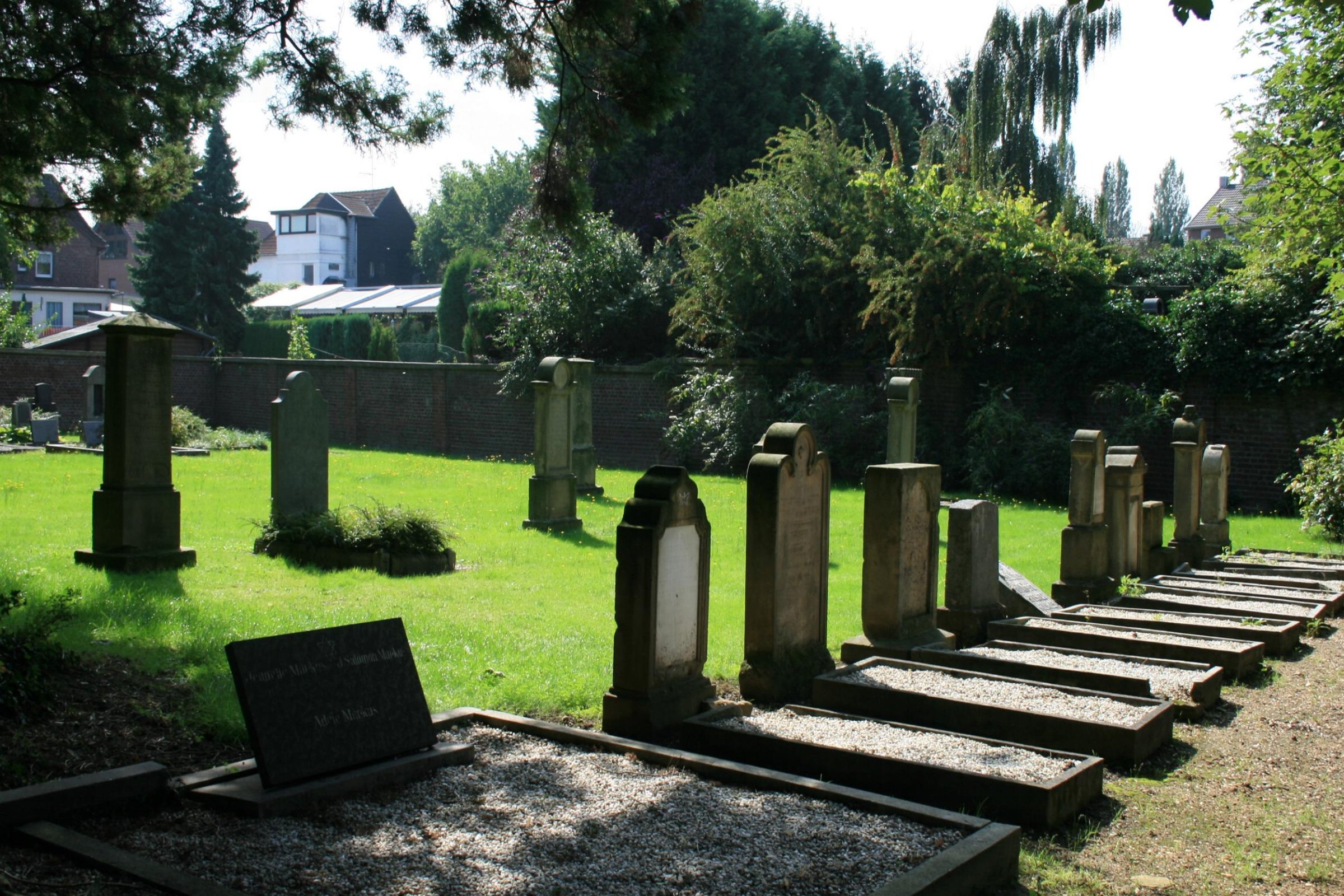
Jüdischer Friedhof (2010)

Der Jüdische Friedhof befindet sich im Stadtteil Wickrath in Mönchengladbach (Nordrhein-Westfalen), Rossweide.
Der Friedhof wurde 1847 angelegt. Er wurde unter Nr. R 086 am 18. August 1994 in die Denkmalliste der Stadt Mönchengladbach eingetragen.

## Lage
Der jüdische Friedhof ist von der Rossweide aus zu erreichen und liegt außerhalb des alten Ortskerns von Wickrath. Die etwa 3000 Quadratmeter große und von einer Backsteinmauer umgebene Friedhofsanlage ist nur über einen schmalen, etwa 100 Meter langen Zugangsweg von der Rossweide aus (zwischen den Häusern 17 und 21 hindurch) zu erreichen.

## Architektur
Die etwa bis zur Jahrhundertwende errichteten Denkmäler folgen in etwa einheitlichen, tradierten Stilmerkmalen und zeichnen sich durch ihre Schlichtheit aus, die auf die Gleichheit aller Menschen im Tod verweist. Die hochrechteckigen Steine schließen meist mit einem Dreiecksgiebel, Wellengiebel, einem Walm- bzw. Zeltdach und/oder Seitenbögen ab. Die Grabsteine sind vorwiegend aus Blaustein oder einem hellbraunen Sandstein (Ruhrsandstein) gehauen. Die Inschrifttafeln, z. T. aus einem anderen Material (z. B. Marmor) in die Grabsteine vertieft eingelassen, tragen bis zur Mitte des 19. Jh. auf der Vorderseite hebräisch-deutsche und auf der Rückseite deutsche oder hebräisch-deutsche Inschriften.
Ab der zweiten Hälfte des 19. Jh. finden sich nur noch deutsche oder hebräisch-deutsche Inschriften auf der Vorderseite. Ab der Jahrhundertwende weisen die Grabsteine infolge der Säkularisierungstendenzen und der Liberalisierung des jüdischen Glaubens weniger einheitliche Formen auf. Es werden zwar noch die überlieferten Steinformate aufgestellt, es kommen aber auch schon niedrigere, breitgelagerte Grabsteine oder gar monumentale Denkmäler zur Aufstellung. Bei den nach dem Zweiten Weltkrieg aufgestellten Denkmälern handelt es sich dagegen meist um einfache, schräg aufgestellte Platten mit Inschrift.
Mit dem Wandel der Grabsteingestaltung vollzieht sich auch ein Wandel in der Materialverwendung: Nun kommen immer häufiger auch Grabsteine aus magmatischen Gesteinen mit polierten Oberflächen oder 'importierten' Sedimentgesteinen (z. B. Muschelkalk, Tuff) zur Verwendung, die teilweise eine sehr aufwändige steinmetzmäßige oder sogar bildhauerische Bearbeitung erkennen lassen. Nach der Wende 19./20. Jh. tauchen nur noch deutsche Inschriften auf der Vorderseite auf. Hebräisch beschränkt sich auf die Formeln:
'Hier ruht': P N  (po nikbar) 'Seine/Ihre Seele sei eingebunden in das Bündel des ewigen Lebens':
T N Z B H   (tanzeba: Tehi Nafscho Zerurah Bizrot Ha-chajim)
Ab dieser Zeit werden auch Familiengrabstätten angelegt, während vorher Einzelgrabstätten als Symbol, dass alle irdischen Bindungen durch den Tod aufgelöst sind, vorherrschten. Nach 1850 nennen fast alle Grabsteine die zivilrechtlichen Namen in lateinischer Schrift, die Geburts- und Sterbedaten in arabischen Ziffern und nach christlicher Jahreszählung. Während der zweiten Hälfte des 19. Jh. tauchen auf einem Grabstein ein Schmetterling (i 1883; Symbol: Austritt der Seele aus der zeitlichen und Eintritt in die ewige Existenz) bzw. eine Blume (i 1863; Symbol: Blüte und Fülle des Lebens) auf. Ein Blumenkorb findet sich auch noch auf einem Stein von 1917, während erst nach der Jahrhundertwende die Bezeichnung der Denkmäler mit dem Davidstern (ab i 1911; Symbol: Zugehörigkeit zum jüdischen Volk) üblich wird. Grabeinfassungen sind verbreitet und die Grabstätten in der Regel mit Kieselsteinen bedeckt. Bepflanzungen bilden die Ausnahme. Eine Reihe von Grabstätten wurde eingeebnet, wie fehlende Grabsteine oder Lücken in den Reihen erkennen lassen.
Der Friedhof ist aus ortshistorischen, sozialhistorischen und kunsthistorischen Gründen als Baudenkmal schützenswert.